# Arthur Zanetti
Arthur Zanetti (n. 16 aprilie 1990, São Caetano do Sul, São Paulo, Brazilia) este un gimnast artistic ce a reprezentat Brazilia, medaliat olimpic. A participat la 3 ediții ale Jocurilor Olimpice (2012, 2016, 2020) în care a câștigat o medalie de aur și o medalie de argint.